# کوه گرلز
کوه گرلز (به انگلیسی: Girls Mountain) یک کوه در ایالات متحده آمریکا است که در Valdez–Cordova Census Area واقع شده‌است. کوه گرلز ۱٬۸۶۹٫۶۷ متر بالاتر از سطح دریا واقع شده‌است.